# Fort Washington (Maryland)

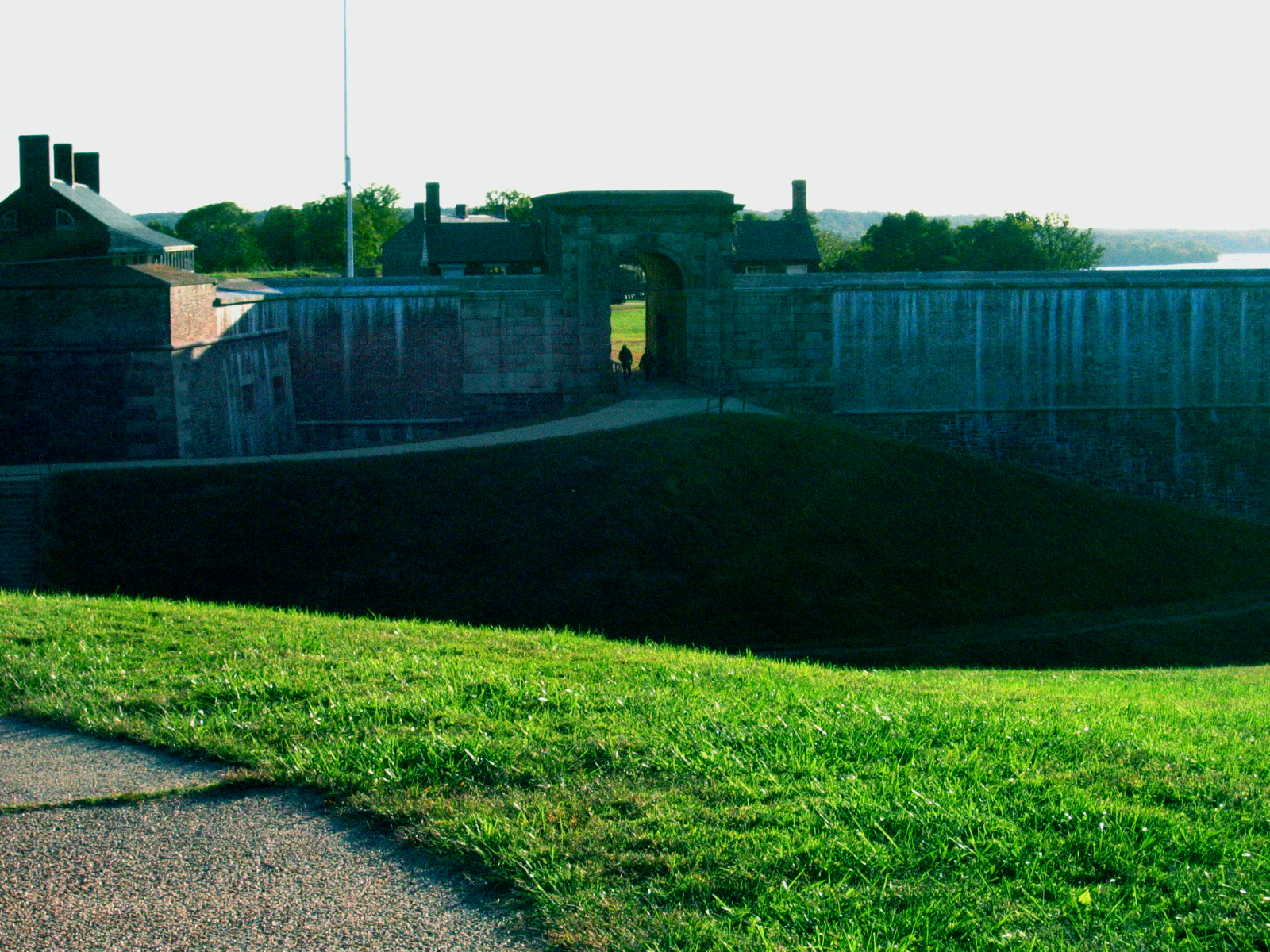
Fort Washington

Fort Washington is een plaats (census-designated place) in de Amerikaanse staat Maryland, die bestuurlijk gezien valt onder Prince George's County.
In het Fort Washington Park aan de rivier de Potomac liggen de restanten van het Fort Washington. Het was een lange tijd het enige fort dat Washington D.C. kon beschermen. Tijdens de Oorlog van 1812 was het fort snel verlaten na een Britse aanval.

## Demografie
Bij de volkstelling in 2000 werd het aantal inwoners vastgesteld op 23.845.

## Geografie
Volgens het United States Census Bureau beslaat de plaats een oppervlakte van 36,3 km², waarvan 35,2 km² land en 1,1 km² water.

## Plaatsen in de nabije omgeving
De onderstaande figuur toont nabijgelegen plaatsen in een straal van 8 km rond Fort Washington.